# Кутькин, Иван
Иван (И.С.) Кутькин — советский коми писатель, журналист и переводчик 1930-х годов.

## Биография
1929 год — в 22-м номере газеты «Коми комсомол» работал вместо редактора (после него работу продолжил А. И. Исаков).
1930 год — редактор журнала «Культура фронт». Участник III-й конференции «Коми Ассоциации пролетарских писателей» (КАПП).
1930-е годы — заместитель редактора газеты «Вӧрлэдзысь» Д. И. Зезегова. Председатель Комиссии по ведению чистки среди членов КАПП. Членами этой Комиссии также были Иван Сажин и Иван Оботуров.
В 1934-м Поляков В. В. писал о нём:
Товарищ Кутькин в литературу вошёл с большим романом. Сейчас пишет уже три строчки.